# Campionat de Catalunya de judo femení
|  | Aquest article és sobre la competició femenina. Per a la competició masculina, vegeu Campionat de Catalunya de judo masculí |

El Campionat de Catalunya de judo femení és una competició esportiva de judo a Catalunya. De caràcter anual, se celebrà per primer cop el maig de 1972 i és organitzat per la Federació Catalana de Judo i Disciplines Associades. Hi participen els judokes de categoria absoluta en diferentes categories segons el seu pes.

## Palmarès
| Edició  | Data | Marrons i negres                                           | Marrons i negres                                           | Blaus                                                      | Blaus                                                      | Fins a Verd                                                | Fins a Verd                                                | Fins a Verd                                                | Seu                                                        | refs. |
| ------- | ---- | ---------------------------------------------------------- | ---------------------------------------------------------- | ---------------------------------------------------------- | ---------------------------------------------------------- | ---------------------------------------------------------- | ---------------------------------------------------------- | ---------------------------------------------------------- | ---------------------------------------------------------- | ----- |
| I       | 1972 | Maria Jesús Muntané                                        | Maria Jesús Muntané                                        | María Luisa Mañés                                          | María Luisa Mañés                                          | Nati Colmena                                               | Nati Colmena                                               | Nati Colmena                                               | Gimnàs Marín-2, Barcelona                                  | [ 1 ] |
| II      | 1973 | Joana Ibáñez                                               | Joana Ibáñez                                               | Esther Pérez Díaz                                          | Esther Pérez Díaz                                          | Maria Elena Creus                                          | Maria Elena Creus                                          | Maria Elena Creus                                          |                                                            |       |
| Edició  | Data | Lleugers                                                   | Lleugers                                                   | Mitjos                                                     | Mitjos                                                     | Pesats                                                     | Pesats                                                     | Pesats                                                     | Seu                                                        | refs. |
| III     | 1974 | Ana Fabregat                                               | Ana Fabregat                                               | Ana Maria Marin                                            | Ana Maria Marin                                            | Blanca Cerro                                               | Blanca Cerro                                               | Blanca Cerro                                               |                                                            |       |
| IV      | 1975 |                                                            |                                                            |                                                            |                                                            | Blanca Cerro                                               | Blanca Cerro                                               | Blanca Cerro                                               |                                                            |       |
| V       | 1976 |                                                            |                                                            |                                                            |                                                            |                                                            |                                                            |                                                            |                                                            |       |
| VI      | 1977 |                                                            |                                                            |                                                            |                                                            |                                                            |                                                            |                                                            |                                                            |       |
| VII     | 1978 |                                                            |                                                            |                                                            |                                                            |                                                            |                                                            |                                                            |                                                            |       |
| VIII    | 1979 |                                                            |                                                            |                                                            |                                                            | Blanca Cerro                                               | Blanca Cerro                                               | Blanca Cerro                                               |                                                            |       |
| IX      | 1980 |                                                            |                                                            |                                                            |                                                            |                                                            |                                                            |                                                            |                                                            |       |
| X       | 1981 |                                                            |                                                            |                                                            |                                                            |                                                            |                                                            |                                                            |                                                            |       |
| XI      | 1982 |                                                            |                                                            |                                                            |                                                            |                                                            |                                                            |                                                            |                                                            |       |
| XII     | 1983 |                                                            |                                                            |                                                            |                                                            |                                                            |                                                            |                                                            |                                                            |       |
| XIII    | 1984 |                                                            |                                                            |                                                            |                                                            |                                                            |                                                            |                                                            |                                                            |       |
| XIV     | 1985 |                                                            |                                                            |                                                            |                                                            |                                                            |                                                            |                                                            |                                                            |       |
| XV      | 1986 |                                                            |                                                            |                                                            |                                                            |                                                            |                                                            |                                                            |                                                            |       |
| Edició  | Data | <48 Kg                                                     | <52 Kg                                                     | <56 Kg                                                     | <61 Kg                                                     | <66 Kg                                                     | <72 Kg                                                     | >72 Kg                                                     | Seu                                                        | refs. |
| XVI     | 1987 | Maria Angeles Herrera                                      | Juaquina Delicado                                          | Olga Pardo                                                 | Francisca Hernández                                        | Cristina Curto                                             | Maria Angeles Castello                                     | Rosa Maria Prieto                                          |                                                            |       |
| XVII    | 1988 | Maria Angeles Herrera                                      | Juaquina Delicado                                          | Olga Pardo                                                 | Francisca Hernández                                        | Cristina Curto                                             | Maria Angeles Castello                                     | Rosa Maria Prieto                                          |                                                            |       |
| XVIII   | 1989 | Elena de Pablo                                             | Maria Angeles Herrera                                      | Charo Sopesens                                             | Susanna Breda                                              | Montserrat Leonard                                         | Cristina Curto                                             | Rosa Maria Prieto                                          |                                                            |       |
| XIX     | 1990 | Elena de Pablo                                             | Maria Angeles Herrera                                      | Charo Sopesens                                             | Francisca Hernández                                        | Olga Ferrer                                                | Maria Carmen Fuentes                                       | Cristina Curto                                             |                                                            |       |
| XX      | 1991 | Elena de Pablo                                             | Maria Angeles Herrera                                      | Irma Carcereny                                             | Olga Pardo                                                 | Maria Carme Fuentes                                        | Cristina Curto                                             |                                                            | Santa Perpètua de Mogoda                                   |       |
| XXI     | 1992 |                                                            |                                                            |                                                            |                                                            |                                                            |                                                            |                                                            |                                                            |       |
| XXII    | 1993 | Elena de Pablo                                             |                                                            | Olga Pardo                                                 | Susanna Breda                                              | Maria Carme Fuentes                                        | Cristina Curto                                             | Anna Savall                                                |                                                            |       |
| XXIII   | 1994 | Mónica Parra                                               | Sílvia Díaz                                                | Mireia Anglés                                              | Susanna Breda                                              | Vanesa Redorta                                             | Maria Luisa López                                          | Maria Carmen Fuentes                                       |                                                            |       |
| XXIV    | 1995 |                                                            |                                                            |                                                            |                                                            |                                                            |                                                            |                                                            |                                                            |       |
| XXV     | 1996 | Laia Fernàndez                                             | Susana Muñoz                                               | Cristina Fernández                                         | Maria Rosa Rovira                                          | Vanesa Redorta                                             | Aleidis Masnou                                             | Ursula Garcia                                              |                                                            |       |
| Edició  | Data | <48 Kg                                                     | <52 Kg                                                     | <57 Kg                                                     | <63 Kg                                                     | <70 Kg                                                     | <78 Kg                                                     | >78 Kg                                                     | Seu                                                        | refs. |
| XXVI    | 1997 | Laia Fernàndez                                             | Sílvia Díaz                                                | Susanna Breda                                              | Dolores Aguedo                                             | Vanesa Redorta                                             | Maria Luisa López                                          | Alícia Alonso                                              | Poliesportiu Llefià, Badalona                              |       |
| XXVII   | 1998 |                                                            |                                                            |                                                            |                                                            |                                                            |                                                            |                                                            |                                                            |       |
| XXVIII  | 1999 | Sílvia Díaz                                                | Ana Rivera                                                 | Susanna Breda                                              | Gemma Solé                                                 | Maria Carme Fuentes                                        | Sandra Blanco                                              | Alícia Alonso                                              |                                                            |       |
| XXIX    | 2000 | Vanessa Garcia                                             | Laia Fernàndez                                             | Susanna Breda                                              | Ino Romero                                                 | Vanesa Redorta                                             | Sandra Blanco                                              | Alícia Alonso                                              | Blanes                                                     |       |
| XXX     | 2001 | Vanessa Garcia                                             | Laia Fernàndez                                             | Susanna Breda                                              | Gemma Solé                                                 | Vanesa Redorta                                             | Elisabeth Sebastian                                        |                                                            | Pavelló Vell, Pineda de Mar                                |       |
| XXXI    | 2002 | Esther Martínez                                            | Jennifer Moreno                                            | Laia Fernàndez                                             | Gemma Solé                                                 | Elena Torrecilla                                           | Fadova Kahanchouch                                         | N/D                                                        |                                                            |       |
| XXXII   | 2003 | Estela Valero                                              | Alicia Piñero                                              | Rebeca García                                              | Laura Salles                                               | Gemma Casasayas                                            | Sandra Blanco                                              | Alícia Alonso                                              |                                                            |       |
| XXXIII  | 2004 | Vanessa Garcia                                             | Alicia Piñero                                              | Laia Fernàndez                                             | Elisabet Pulgarín                                          | Helena Torrecillas                                         | Sandra Blanco                                              | Alícia Alonso                                              | Premià de Mar                                              |       |
| XXXIV   | 2005 | Vanessa Garcia                                             | Helena Gil                                                 | Rebeca Garcia                                              | Iria Rodríguez                                             | Vanesa Redorta                                             | Marta Tort                                                 | Alícia Alonso                                              | Premià de Mar                                              |       |
| XXXV    | 2006 | Vanessa Garcia                                             | Mireia Garcia                                              | Alicia Piñero                                              | Marta Mestre                                               | Sandra Blanco                                              | N/D                                                        | Esther Álvarez                                             |                                                            |       |
| XXXVI   | 2007 | Vanessa Garcia                                             | Mireia Rius                                                | Alicia Piñero                                              | Laia Fernàndez                                             | Laia Talarn                                                | Esther Moreno                                              | Alícia Alonso                                              | Llars Mundet, Barcelona                                    |       |
| XXXVII  | 2008 | Vanessa Garcia                                             | Ana Latorre                                                | Rebeca García                                              | Laia Fernàndez                                             | Maria Ibañez                                               | Laia Talarn                                                | Noelia González                                            | Llars Mundet, Barcelona                                    |       |
| XXXVIII | 2009 | Anna Mercader                                              | Vanessa Garcia                                             | Eva Arrébola                                               | Marta Pujol                                                | Meritxell Brutau                                           | Laia Talarn                                                | Alícia Alonso                                              | Llars Mundet, Barcelona                                    |       |
| XXXIX   | 2010 | Daine Cordero                                              | Vanessa Garcia                                             | Celine Tsunoda                                             | Laura Sellés                                               | Gemma Gimeno                                               | Laia Talarn                                                | Alícia Alonso                                              | Sant Sadurní d’Anoia                                       |       |
| XL      | 2011 | Daine Cordero                                              | Vanessa Garcia                                             | Laia Fernàndez                                             | Meritxell Brutau                                           | Neus Balanco                                               | Laia Talarn                                                | Alícia Alonso                                              | Llars Mundet, Barcelona                                    |       |
| XLI     | 2012 | Vanessa Garcia                                             | Anna Mercader                                              | Carla Garcia                                               | Celine Tsunoda                                             | Marion Velten                                              | Laia Talarn                                                | Monserrat Flix                                             | Llars Mundet, Barcelona                                    |       |
| XLII    | 2013 |                                                            | Anna Mercader                                              | Anna Espuny                                                | Marta Pujol                                                | Mihoko Rovira                                              |                                                            |                                                            | Llars Mundet, Barcelona                                    |       |
| XLIII   | 2014 | Vanessa Garcia                                             | Anna Mercader                                              | Carla Ubasart                                              | Mirian Pané                                                | Marion Velten                                              | Alícia Alonso                                              | Noelia González                                            | Llars Mundet, Barcelona                                    |       |
| XLIV    | 2015 |                                                            | Sara Pellegrinelli                                         | Nadia Mahgoub                                              | Marta Pujol                                                | Marion Velten                                              | Yolanda Torres                                             | Noelia González                                            | Llars Mundet, Barcelona                                    |       |
| XLV     | 2016 | Daine Cordero                                              | Elena Gasull                                               | Patricia Torres                                            | Miriam Pane                                                | Gemma Casasayas                                            | Cristina Ortega                                            | Marta Antón                                                | Llars Mundet, Barcelona                                    |       |
| XLVI    | 2017 | Paula Roset                                                | Marta Also                                                 | Àngels RodrÍguez                                           | Marina Rodríguez                                           | Ai Tsunoda                                                 | Laura Puig                                                 | Marta Ortiz                                                | Coma-ruga, El Vendrell                                     |       |
| XLVII   | 2018 | Paula Roset                                                | Elena Gasull                                               | Jazmin Arjona                                              | Candela Rodas                                              | Melanie Chisari                                            | Claudia Sagado                                             | Marta Antón                                                | Llars Mundet, Barcelona                                    |       |
| XLVIII  | 2019 | Jana Cid                                                   | Nadia Mahgoub                                              | Jazmin Arjona                                              | Ana Mendoza                                                | Wendy De La Fuente                                         | Marion Velten                                              | Marta Antón                                                | Llars Mundet, Barcelona                                    |       |
| N/D     | 2020 | Edició cancel·lada pel risc públic de contagi del COVID-19 | Edició cancel·lada pel risc públic de contagi del COVID-19 | Edició cancel·lada pel risc públic de contagi del COVID-19 | Edició cancel·lada pel risc públic de contagi del COVID-19 | Edició cancel·lada pel risc públic de contagi del COVID-19 | Edició cancel·lada pel risc públic de contagi del COVID-19 | Edició cancel·lada pel risc públic de contagi del COVID-19 | Edició cancel·lada pel risc públic de contagi del COVID-19 |       |
| XLIX    | 2021 | Noelia Jardó                                               | Bianka Ramon                                               | Miriam Rosado                                              | Laia Flix                                                  | Marion Velten                                              | Àngels Rodríguez                                           | Marta Antón                                                | Llars Mundet, Barcelona                                    |       |
| L       | 2022 | Jana Cid                                                   | María Gil                                                  | Jazmin Arjona                                              | Candela Rodas                                              | Wendy De la Fuente                                         | Àngels Rodríguez                                           | Marta Antón                                                | Llars Mundet, Barcelona                                    |       |
| LI      | 2023 | Claudia Pla                                                | María Gil                                                  | Jazmin Arjona                                              | Cristina Juarez                                            | Wendy De la Fuente                                         | Ainhoa López                                               |                                                            | Llars Mundet, Barcelona                                    |       |